# Shot clock (Kanupolo)
Die Shot clock begrenzt beim Kanupolo die Zeit der angreifenden Mannschaft bis zur Abgabe eines Torwurfes auf 60 Sekunden.

## Regeln
Die angreifende Mannschaft hat ab Beginn des Ballbesitzes 60 Sekunden, um einen Wurf auf das gegnerische Tor abzugeben. Die verbleibende Angriffszeit wird auf der Shot clock angezeigt. Erfolgt ein Torwurfversuch, wird die Shot clock auf 60 Sekunden zurückgesetzt. Wird die angreifende Mannschaft gefoult, wird die Shot clock ebenfalls auf 60 Sekunden zurückgesetzt.
Gelingt der Torwurf nicht vor Ablauf der Shot clock, wechselt der Ballbesitz zur anderen Mannschaft.
Hat der Ball die Hand des Torschützen vor Ablauf der Angriffsuhr verlassen und erreicht das Tor direkt nach Ablauf der Angriffsuhr, zählt der Treffer.
Prallt der Ball nach einem eindeutigen Torwurf vom Torrahmen oder einem gegnerischen Paddel zurück zur angreifenden Mannschaft, wird die Shot clock zurückgesetzt.
Geht der Ball ins Aus, ohne dass ein Torwurf oder Foul gegeben wurde, wird die Shot clock solange pausiert, bis der Ball wieder im Spiel ist. Bei Timeout wird die Shot clock ebenfalls pausiert. Mit dem Ende der Halbzeit endet automatisch auch die Angriffszeit, so dass die Shot clock in den letzten 60 Sekunden der jeweiligen Halbzeit nicht mehr zurückgesetzt wird.

### Deutsche Kanupolo-Bundesliga
Das Spielen mit Shot clock ist in der Deutschen Kanupolo-Bundesliga sowie den unteren Ligen, Gruppenmeisterschaften und Landesmeisterschaften des DKV vorgeschrieben. In den Nachwuchsspielklassen Herren U21 und Jugend wird ebenfalls mit Shot clock gespielt, ausgenommen ist nur die U14-Klasse.

### Speed-Kanupolo
Beim Speed-Kanupolo ist die Angriffszeit auf 30 Sekunden reduziert. Alle übrigen Regeln bleiben wie oben beschrieben.

## Ablauf
Der Zeitnehmer bedient die Angriffsuhr. Die beiden Anzeigen der Shot Clock werden meist gut sichtbar an zwei gegenüberliegenden Ecken des Spielfeldes aufgestellt. Bei Ablauf der Shot clock ertönt ein akustisches Signal und der Schiedsrichter bestätigt den Wechsel des Ballbesitzes.